# Chantignole

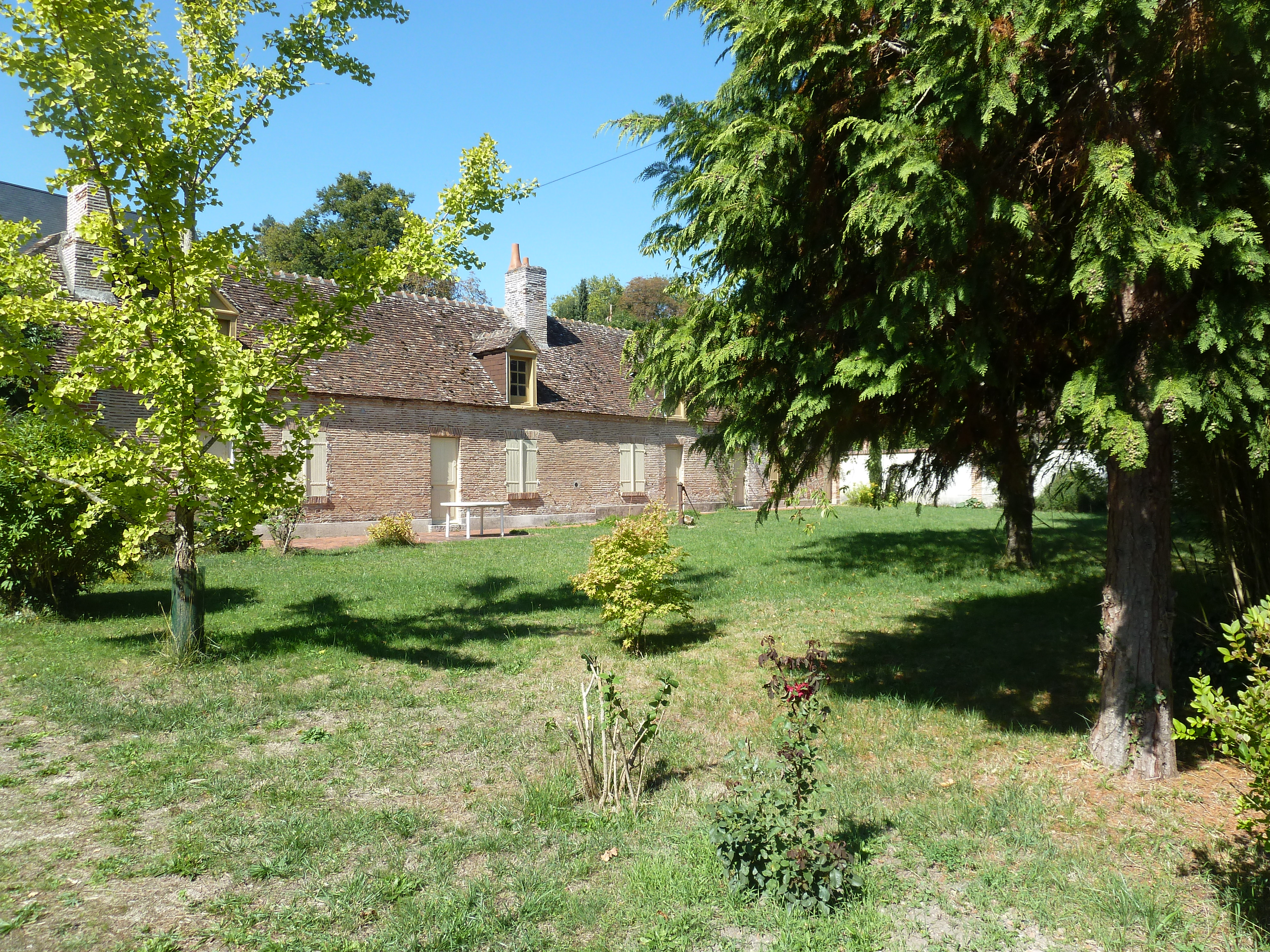
La Maison Léonard à Neung-sur-Beuvron, en chantignoles.

Chantignole est un terme technique pouvant désigner une brique de mesuré ordinaire, mais qui n'a qu'un pouce d'épaisseur, soit la moitié de celle d'une brique commune française, servant notamment à carreler les âtres,,, mais également, en charpenterie, une pièce de bois soutenant les pannes de la charpente d'un toit. 
La brique chantignole a aussi été parfois utilisée pour la construction d'habitations.
Au XVIIe siècle, le Dictionnaire universel contenant généralement tous les mots françois, tant vieux que modernes, et les termes de toutes les sciences et des arts d'Antoine Furetière (1690) donne de la chantignole la définition suivante : « Espece de brique qui doit avoir huit pouces de long sur quatre de large, qu'on appelle autrement demie-brique, en ce qu'elle n'a que la moitié de l'espaisseur des autres », et il précisait qu'au pluriel chantignoles « en termes de Charpenterie, se dit des petites pieces de bois qui sont dessous des tasseaux, qui soustiennent les pannes de charpenterie & autres pieces semblables ».